# Blåvikens revir
Blåvikens revir var ett skogsförvaltningsområde inom Umeå överjägmästardistrikt, Västerbottens län, som omfattade vissa områden av Lycksele socken kring Ume älv. Reviret, som var indelat i sex bevakningstrakter, omfattade 56 383 hektar allmänna skogar, varav åtta kronoparker med en areal av 56 240 hektar (1920).